# Liste der Mitglieder des liechtensteinischen Landtags (Okt 1993)
Diese Liste führt die Mitglieder des Landtags des Fürstentums Liechtenstein auf, der aus den Wahlen vom 24. Oktober 1993 hervorging. Die zweite Wahl des Jahres 1993 wurde nötig, da Regierungschef Markus Büchel nur etwa hundert Tage nach seinem Amtsantritt von seiner Partei, der Fortschrittlichen Bürgerpartei, zum sofortigen Rücktritt aufgefordert wurde. Bei der Berufung für einen Verwaltungsposten überging er einen Parteifreund und unterstützte stattdessen den Kandidaten der Vaterländischen Union. Büchel verteidigte sich zwar, dass er nicht nur seine Partei zu repräsentieren habe, konnte aber nicht verhindern, dass er vom Landtag seines Amtes enthoben wurde. Nach der Auflösung des Parlamentes durch den Fürsten wurde im Oktober 1993 die zweite Wahl angesetzt. Die Legislaturperiode dauerte bis Februar 1997.

## Zusammensetzung
Von 14'086 Wahlberechtigten nahmen 12'017 Personen an der Wahl teil (85,3 %). Von diesen waren 11'799 Stimmen gültig. Die Stimmen und Mandate verteilten sich in den beiden Wahlkreisen – Oberland und Unterland – wie folgt:
| Partei                              | Stimmen  | Stimmen   | Stimmen   | Stimmen       | Sitze    | Sitze     | Sitze     |
| ----------------------------------- | -------- | --------- | --------- | ------------- | -------- | --------- | --------- |
| Partei                              | Oberland | Unterland | insgesamt | Stimmenanteil | Oberland | Unterland | insgesamt |
| Fortschrittliche Bürgerpartei (FBP) | 47'125   | 17'950    | 65'075    | 41,34 %       | 6        | 5         | 11        |
| Vaterländische Union (VU)           | 60'437   | 18'461    | 78'898    | 50,12 %       | 8        | 5         | 13        |
| Freie Liste (FL)                    | 10'728   | 2'719     | 13'447    | 8,54 %        | 1        | 0         | 1         |

## Liste der Mitglieder
| Name                  | Fraktion | Wahlkreis | Stimmen | Bemerkung                                                       |
| --------------------- | -------- | --------- | ------- | --------------------------------------------------------------- |
| Alois Beck            | FBP      |           |         |                                                                 |
| Manfred Biedermann    | VU       |           |         |                                                                 |
| Otto Büchel           | VU       |           |         |                                                                 |
| Thomas Büchel         | FBP      |           |         | legte am 15. Dezember 1993 sein Mandat nieder                   |
| Norbert Bürzle        | VU       |           |         |                                                                 |
| Egon Gstöhl           | VU       |           |         |                                                                 |
| Walter Hartmann       | VU       |           |         |                                                                 |
| Otmar Hasler          | FBP      |           |         | Landtagspräsident (1995)                                        |
| Ingrid Hassler-Gerner | VU       |           |         |                                                                 |
| Lorenz Heeb           | VU       |           |         |                                                                 |
| Gebhard Hoch          |          |           |         |                                                                 |
| Xaver Hoch            | FBP      |           |         |                                                                 |
| Paul Kindle           | VU       |           |         | Landtagspräsident (1994 und 1996); Landtagsvizepräsident (1995) |
| Oswald Kranz          | VU       |           |         |                                                                 |
| Rudolf Lampert        | FBP      |           |         |                                                                 |
| Gabriel Marxer        | FBP      |           |         |                                                                 |
| Johannes Matt         |          |           |         |                                                                 |
| Guido Meier           | FBP      |           |         | rückte am 20. Dezember 1993 für Thomas Büchel nach              |
| Karlheinz Ospelt      | VU       |           |         |                                                                 |
| Werner Ospelt         | FBP      |           |         |                                                                 |
| Volker Rheinberger    | VU       |           |         |                                                                 |
| Hubert Sele           | VU       |           |         |                                                                 |
| Paul Vogt             | FL       |           |         |                                                                 |
| Klaus Wanger          | FBP      |           |         |                                                                 |
| Renate Wohlwend       | FBP      |           |         |                                                                 |
| Peter Wolff           | VU       |           |         |                                                                 |

## Liste der Stellvertreter
| Name               | Fraktion | Wahlkreis | Stimmen | Bemerkung                                                           |
| ------------------ | -------- | --------- | ------- | ------------------------------------------------------------------- |
| Christian Brunhart | FBP      |           |         |                                                                     |
| Josef Büchel       | FBP      |           |         |                                                                     |
| Hansjörg Goop      | VU       |           |         |                                                                     |
| Christel Hilti     | FL       |           |         |                                                                     |
| Guido Meier        | FBP      |           |         | rückte am 20. Dezember 1993 als Abgeordneter für Thomas Büchel nach |
| Hans Quaderer      | VU       |           |         |                                                                     |
| Walter Vogt        | VU       |           |         |                                                                     |
| Ernst Walch        | FBP      |           |         |                                                                     |